# Охаба де Суб Пиатра (Хунедоара)
Охаба де Суб Пиатра (рум. Ohaba de Sub Piatră) насеље је у Румунији у округу Хунедоара у општини Салашу Де Сус. Oпштина се налази на надморској висини од 330 m.

## Становништво
Према подацима из 2002. године у насељу је живело 250 становника, од којих су сви румунске националности.